# Спорт в Азербайджане
История спорта в Азербайджане, а также развитие физической культуры и спорта в Азербайджане. 

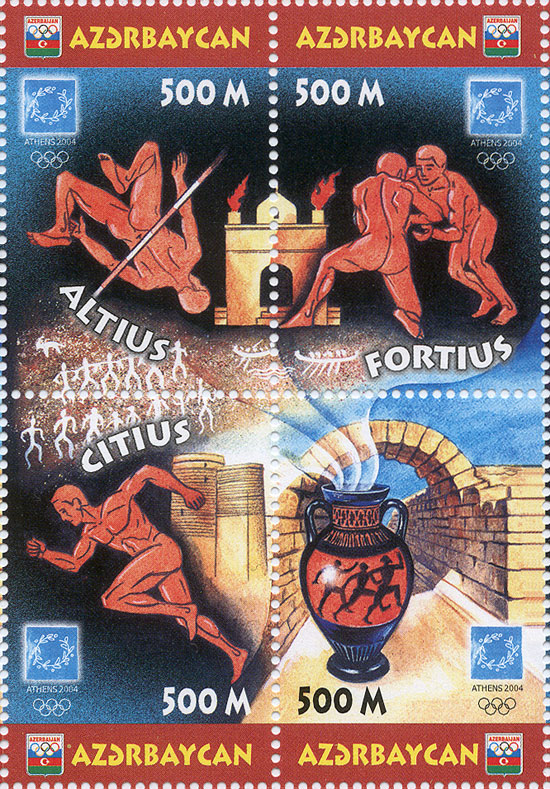
Почтовая марка Азербайджана, посвященная летним Олимпийским Играм в Афинах-2004.

## История

### Период Российской империи
На протяжении веков в Азербайджане развивались верховная езда, вольтижировка, човган, плавание, гребля. Было развито фехтование на кизиловых палках (ох атмаг), национальная борьба гюлеш. Борьба особенно была развита в сельской местности.
В 1912 году преподаватель бакинской гимназии Л. А. Романченко проплыл по Каспийскому морю 45 вёрст за 24 часа 10 мин.
В начале XX века в Баку особой популярностью пользовался футбол. Существовал ряд футбольных команд: «Кружок балаханских футболистов», «Стела», «Друзья спорта», «Спортсмен», «Конгресс», «Унитас», «Белая», «Центурион», «Прогресс».
В 1912—1913 годы в Тифлисе и Баку осуществлялись встречи футбольных команд Азербайджана и Грузии. В 1914 году в Азербайджане возник Футбольный союз.

### Период Азербайджанской ССР
Прогресс в области спорта стал ощутимым в 1920-е годы, когда спорт начал развиваться на правительственном уровне. Был учреждён руководящий орган в лице Совета по физической культуре. Совет охватывал кружки таких видов спорта, как гимнастика, лёгкая атлетика, тяжёлая атлетика, футбол, фехтование, баскетбол.
Начиная с конца 1922 года, профессиональные союзы стали организовать спортивные общества. Появились общества «Автомотор», «Водник», «Речник».
Первая спортивная газета Азербайджанской ССР под названием «Гырмызы идманчы» («Красный спортсмен») появилась в 1923 году. В том же году в Баку была учреждена школа учителей физической культуры.
В 1925 году было создано спортивное общество «Динамо».
К 1926 году в Азербайджанской ССР насчитывалось около 300 баскетбольных коллективов. Появились кружки бокса.
В 1926 году были проведены первые международные футбольные матчи. Первыми матчами были три матча с командой Ирана. Два из них выиграли футболисты Азербайджана, один сыгран в ничью.
8 ноября 1930 года в Баку открыт Закавказский институт физической культуры. До 1936 года в институте преподавание велось на азербайджанском, грузинском, русском языках. В 1936 году институт был реорганизован в Азербайджанский государственный институт физической культуры им. С. М. Кирова.
С 1930 года начали создаваться организации коллективов физической культуры на производстве. Введён комплекс ГТО. В 1936 году созданы добровольные спортивные общества профсоюзов.
В 1940 году в Азербайджанской ССР было подготовлено 14 мастеров спорта СССР, 101 спортсмен 1 разряда. Побиты 72 рекорда Азербайджанской ССР.
На 1 января 1960 года в Азербайджанской ССР насчитывалось 4 042 коллектива физической культуры, в которых состояло 361 698 чел. Из них 232 мастера спорта, 2 105 спортсменов 1 разряда.
По республике действовал 31 стадион, 63 комплексные спортивные площадки, 457 футбольных полей, 24 теннисных площадки, 582 баскетбольных площадки, 2 771 волейбольная площадка, 215 спортивно-гимнастических залов, 20 бассейнов для плавания.
Действовал яхт-клуб добровольного спортивного общества «Нефтяник».
Действовали спортивные общества «Буревестник», «Спартак», «Динамо», «Трудовые резервы», «Локомотив», «Водник», «Мехсул». Наиболее крупным спортивным обществом являлось ДСО «Нефтяник».
Была создана центральная детская спортивная школа.
Проводились районные, городские, республиканские спартакиады. Спортсмены Азербайджанской ССР участвовали во всесоюзных спартакиадах.
На ежегодной Апшеронской спартакиаде участвовали спортсмены бакинских пионерских лагерей.
На 1 спартакиаде народов СССР в 1956 году сборная Азербайджанской ССР заняла 10 место. Азербайджанскими спортсменами было побито 19 республиканских рекордов. 14 человек получили звание мастера спорта.
На 2 спартакиаде СССР в 1959 году сборная Азербайджанской ССР заняла 9 место. Причём, игроки сборной по водному поло заняли 2 место, по волейболу — 3 место, по баскетболу — 6 место, по теннису — 8 место.
Азербайджанский теннисист С. Лихачёв стал чемпионом СССР в парном и смешанном разрядах.
Ибрагимпаша Дадашев является четырёхкратным чемпионом СССР по борьбе.
Среди спортсменов Азербайджанской ССР можно отметить М. Бабаева (борьба, неоднократный чемпион СССР), Р. Мамедбекова (борьба, завоевал серебряную олимпийскую медаль 1952 года), А. Саядова (борьба, чемпион СССР 1958 года, чемпион мира 1961 года), Ю. Коновалова (лёгкая атлетика, неоднократный чемпион СССР по лёгкой атлетике, завоевал серебряную олимпийскую медаль 1956 года), В. Жененкова (плавание, чемпион и рекордсмен СССР и чемпион Европы по плаванию 1958 года), О. Агаева (волейбол) и А. Петрова (баскетбол), являвшихся членами сборной СССР по волейболу и баскетболу.
Гарри Каспаров (род. 13 апреля 1963, Баку) — 13-й чемпион мира по шахматам, международный гроссмейстер (1980), заслуженный мастер спорта СССР (1985), чемпион СССР (1981, 1988).
Действовал Союз спортивных обществ и организаций Азербайджанской ССР.
Проводились азербайджанские спартакиады.
На 1941 год в Баку действовали спортивные общества «Динамо», «Спартак» и «Восток».
Также на 1941 год в Баку действовали следующие спортивные общества профсоюзов:
| #   | Наименование          | Профсоюз                                                                                  |
| --- | --------------------- | ----------------------------------------------------------------------------------------- |
| 1.  | «Автомотор»           | Союз шофёров Юга                                                                          |
| 2.  | «Большевик»           | Союзы госучреждений, политпросветработников, суда и прокуратуры, финбанковских работников |
| 3.  | «Буревестник»         | Союзы госторговли и общественного питания                                                 |
| 4.  | «Водник»              | Союз моряков                                                                              |
| 5.  | «Искусство»           | Союзы Рабис и кинофотопромышленности                                                      |
| 6.  | «КИМ»                 | Союзы жилищного хозяйства, коммунальников, банно-прачечных работников и парикмахеров      |
| 7.  | «Красное знамя»       | Союз хлопчатобумажников                                                                   |
| 8.  | «Коммунар»            | Союз шоссейного и гидротехнического строительства                                         |
| 9.  | «Красная звезда»      | Союз деревообделочной промышленности                                                      |
| 10. | «Локомотив»           | Союз железнодорожников                                                                    |
| 11. | «Металлист»           | Союз рабочих металлических изделий                                                        |
| 12. | «Монолит»             | Союз рабочих химической промышленности                                                    |
| 13. | «Мотор»               | Союз работников городского транспорта                                                     |
| 14. | «Мукомол»             | Союз мукомольной промышленности                                                           |
| 15. | «Молния»              | Союз связи                                                                                |
| 16. | «Наука»               | Союз высшей школы                                                                         |
| 17. | «Нефтяник»            | Союз рабочих нефтепромыслов Кавказа                                                       |
| 18. | «Пищевик»             | Союзы рыбной, масло-жировой, мясо-холодильной, хлебопекарной промышленности               |
| 19. | «Правда»              | Союз работников полиграфической промышленности                                            |
| 20. | «Пролетарская победа» | Союз обувной промышленности                                                               |
| 21. | «Родина»              | Союз станкостроительных заводов                                                           |
| 22. | «Самолёт»             | Союз авиаработников                                                                       |
| 23. | «Строитель»           | Союзы жилищно-коммунального строительства и тяжёлой промышленности Юга                    |
| 24. | «Труд»                | Союз трикотажной промышленности                                                           |
| 25. | «Швейник»             | Союз швейной промышленности                                                               |

## Современный период
В 1997 году Ильхам Алиев был избран президентом НОК Азербайджана.
По инициативе НОК, Министерства молодёжи и спорта, Министерства образования и Конфедерации профессиональных союзов было вынесено постановление об организации республиканских юношеских игр. Первые республиканские юношеские игры были организованы в 1998 году.
2012 год был объявлен Годом спорта в Азербайджане.
С 2005 года ежегодно 5 марта в Азербайджане отмечается как День физической культуры и спорта.
23 декабря 2016 года создано Национальное антидопинговое агентство Азербайджана.
С 2016 года ежегодно проводится Бакинский марафон на дистанцию 21 км. За шесть проведённых марафонов в них приняло участие более 94 000 чел. На апрель 2024 года рекордсменом среди мужчин является Ринас Ахмадиев с результатом 01:04:04. Среди женщин Фатиме Челик (Турция) показала результат 01:17:55, став рекордсменкой марафона. В 2023 году её результат превзошла Наталья Симонович (Украина) с показанным временем 01:15:41.
На июль 2024 года в Азербайджане действуют около 50 олимпийских и спортивных комплексов.

### 2022
В глобальном спортивном рейтинге стран мира 2022 года Азербайджан занял 46 место с 162 очками, поднявшись сразу на 43 строки. При этом в Европе Республика расположилась на 26 позиции.
В 2022 году учреждён Национальный телевизионный фестиваль спортивных фильмов и программ.

### 2023
Внутри страны в 2023 году было проведено 474 спортивных мероприятия. В них приняло участие 64 925 человек.
89 мероприятий проведены Министерством молодежи и спорта и спортивными федерациями. В них приняли участие 32 190 человек.
385 мероприятий проведены в регионах страны. В них участвовало 32 735 человек.
Проведено 81 массовое спортивное мероприятие с участием 36 600 человек.

### 2024
С 24 марта по 3 апреля 2024 года сотрудница МЧС Азербайджана Сима Сафарова совершила техническое восхождение на Айленд-Пик в Гималаях. В ходе восхождения она также посетила базовый лагерь Эвереста и вершину Кала-Патхар.
Национальным антидопинговым агентством за год проведено 1 000 тестов. Более 2 000 участников прошли обучение в области допинга.

#### Ультрамарафон — Ханкенди Баку
С 29 февраля по 4 марта 2024 года впервые в Азербайджане был проведён международный ультрамарафон Ханкенди — Баку. Протяжённость марафона составила 380 километров. В марафоне приняли участие 64 спортсмена из разных стран, в том числе Мексики, Турции, Молдовы.
Маршрут марафона: Ханкенди — Евлах (83 километра), Евлах — Уджар (84 километра), Уджар — Гаджигабул (88 километров), Гаджигабул — Гобустан (70 километров), Гобустан — Баку (55 километров).
Победителем марафона стал Артем Алиев, вторым — Ядигяр Гусейнов, третьим – Сеймур Шахбазов.

### 2025
В 2025 году в Гяндже пройдут III игры стран СНГ.

## Статистика завоеванных медалей
Спорт в Азербайджане стремительно развивается, и тому пример выступления азербайджанских спортсменов и укреплении спортивной инфраструктуры в Азербайджане. Только в 2007 году азербайджанские спортсмены завоевали на международных соревнованиях более 300 медалей, 127 из которых — золотые. 127 медалей завоёваны в олимпийских видах спорта. На Олимпийских играх в Пекине, Сиднее и Афинах азербайджанские спортсмены завоевали 15 медалей, среди которых 4 золотые.
С обретением независимости, национальная олимпийская команда завоевала 2615 медалей на соревнованиях мира и кубка (897 золотых, 705 серебряных, 1013 бронзовых).

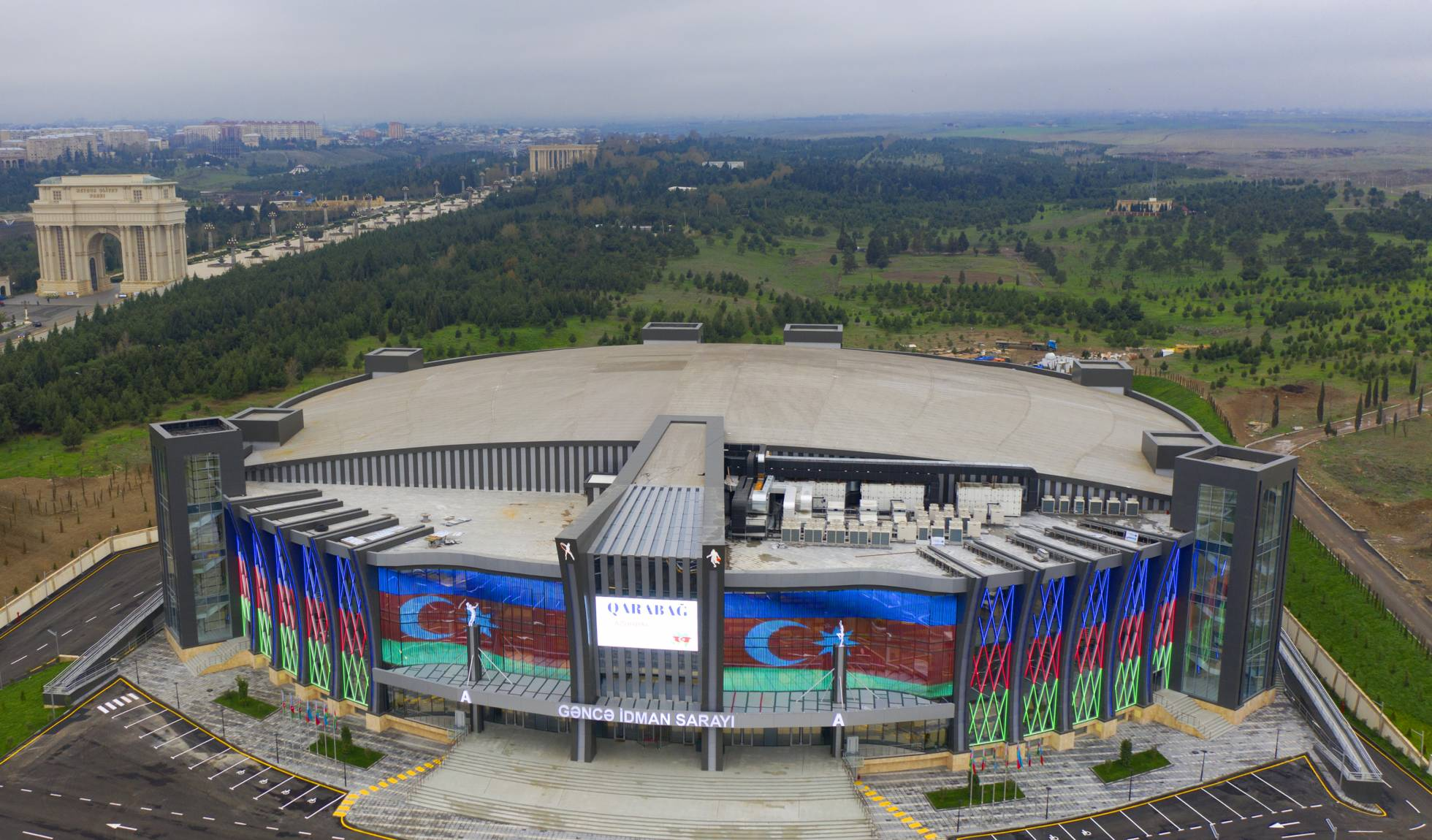
Гянджинский дворец спорта 9 апреля 2024

## Спортивная инфраструктура
В Азербайджане развиваются как олимпийские, так и неолимпийские виды спорта.
Наряду с Баку, олимпийские спорткомплексы были сооружены в таких районах страны, как Гянджа, Нахичевань, Шеки, Губа, Шемаха, Ленкорань, Газах, Барда.
С 2000 года в Баку и регионах строятся и передаются в распоряжение спортсменов спортивные комплексы, отвечающие самому высокому уровню. К сегодняшнему дню построено 15 олимпийских спортивных комплексов, продолжается строительство ещё 16-ти.

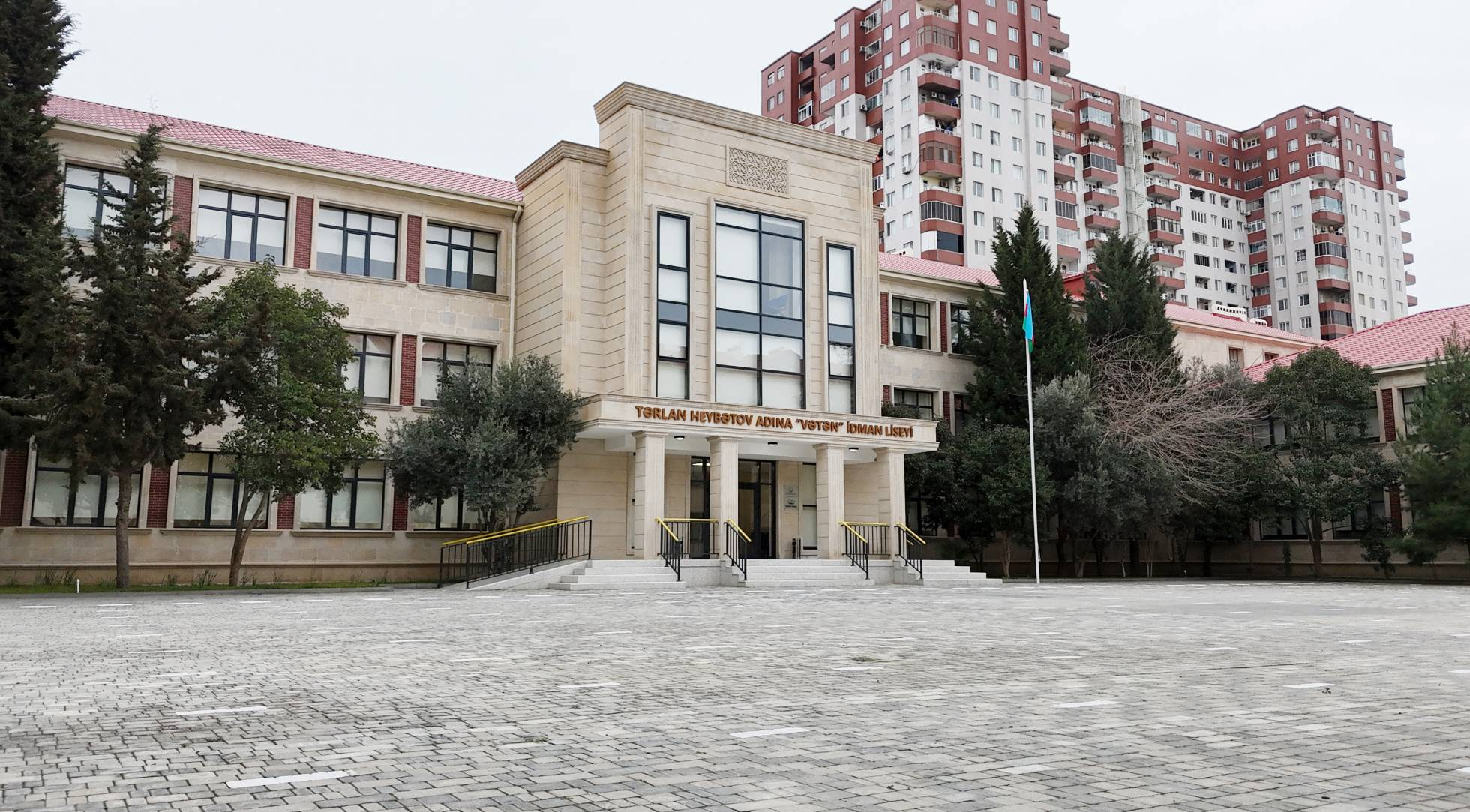
Спортивный лицей «Ветен»

На 2007 год количество спортивных учреждений и оздоровительных комплексов в стране составляло около 9 тысяч.
9 апреля 2024 года открыт Гянджинский дворец спорта площадью 40 000 м2 на 2200 зрителей.

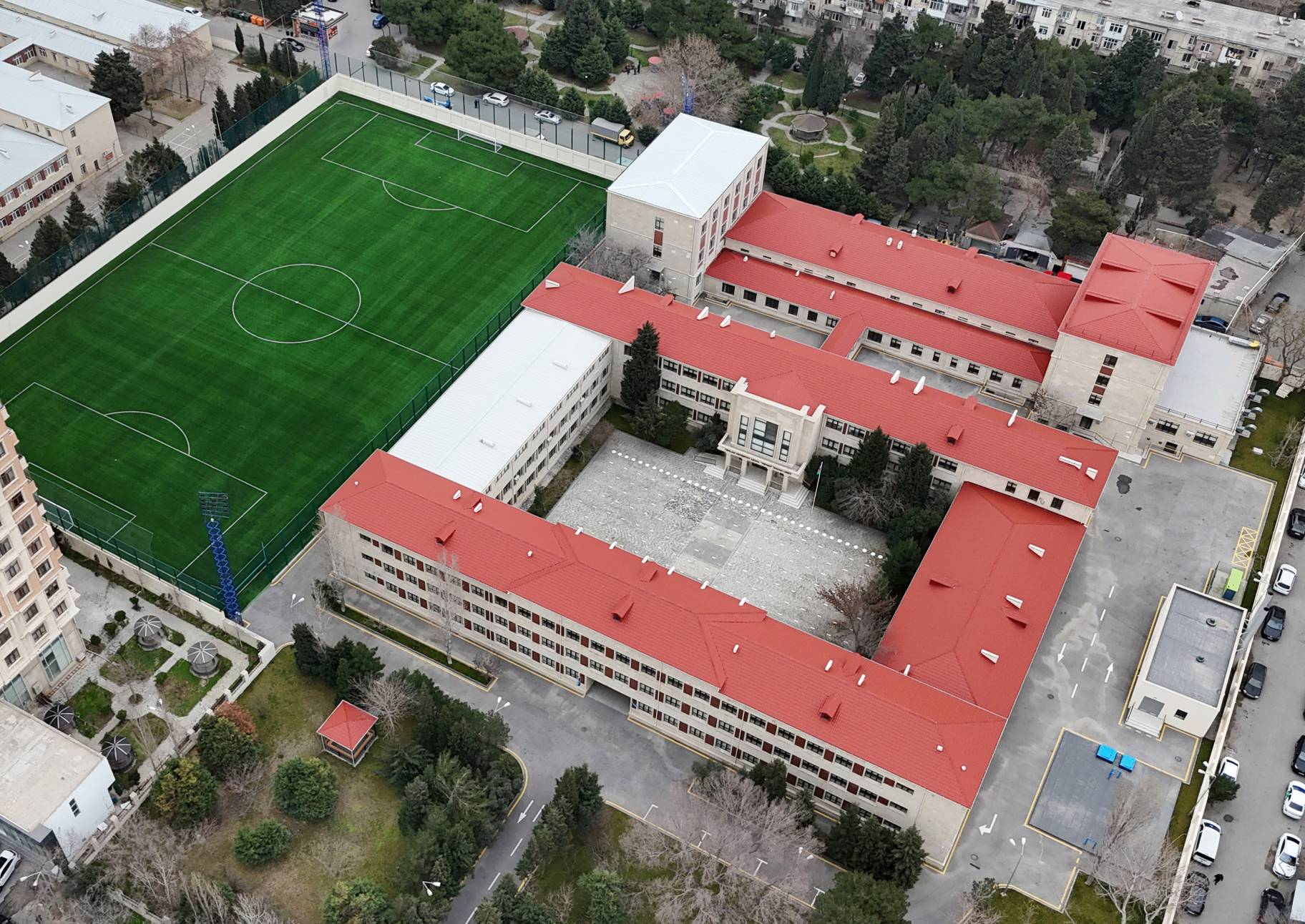
Спортивный лицей «Ветен»

В олимпийских комплексах, расположенных в регионах, проводятся международные соревнования мирового уровня.
В 2022 году в Баку на базе средней школы №126 создан спортивный лицей «Ветен» имени Тарлана Гейбатова. Лицей рассчитан на 600 ученических мест.

## Фестиваль спортивных фильмов и программ
Фестиваль учреждён в 2022 году.

### II фестиваль
На II национальный телефестиваль спортивных фильмов и программ было представлено 58 видео. Определение победителей состоялось 8 апреля 2024 года.
В номинации «Промо и рекламные ролики» победителем стал ролик «Сияй как звезда» Федерации гимнастики Азербайджана. В номинации «Будущие победители» победителем стал ролик Федерации дзюдо Азербайджана «Будущее нашего дзюдо».
В номинации «Спорт ради жизни» победителем стал телевизионный фильм «Я – неизвестная Зулейха Гаджиева» телеканала İdman TV.
В номинации «Сильная воля» победил документальный фильм «Победа – это вера» медиа-организации 90plus

Бассейн олимпийского центра Кюр

## Международные соревнования

### 1990-е
В 1996 году Азербайджан впервые принял участие в Олимпиаде. Численность азербайджанской делегации спортсменов составляла 23 человека. Азербайджан занял 61 место из 197 стран-участниц.
В 2000 году азербайджанские спортсмены принимали участие в XXVII Летних Олимпийских играх. Азербайджан занял 34 место среди 199 стран-участниц.

### 2000-е
На протяжении 2007 года было проведено 36 соревнований на международном уровне
В Азербайджане был проведен ряд представительных международных соревнований — чемпионаты мира и Европы по художественной гимнастике и борьбе. Число стран, участвовавших в чемпионате мира по борьбе, достигло 103.
Выступая на чемпионате Европы по дзюдо среди юниоров 2009 года, все пятеро спортсменов, представлявших Азербайджан, завоевали медали.
На XXVIII Летних Олимпийских играх олимпийская команда Азербайджана завоевала 1 золотую и 4 бронзовые медали, заняв 37 место по числу и 50 место по качеству медалей из 202 стран.
Всего в Летних Олимпийских играх с 1952 по 2004 год азербайджанские спортсмены завоевали 15 золотых, 12 серебряных, 13 бронзовых медалей.
С 2007 года гребной базе Кюр в Мингечевире проводится международная регата по гребле «Кубок Президента».

### 2010-е
В 2016 году на Летних Олимпийских играх в Рио-де-Жанейро азербайджанские спортсмены завоевали 18 медалей. Азербайджан занял 14 место по числу медалей.

### 2020-е
см. также 2022 год в спорте Азербайджана, 2023 год в спорте Азербайджана
11 сентября 2023 года сборная Азербайджана завоевала серебряные медали на 14 чемпионате Европы по конному поло (Дюссельдорф)

### 2023
За 2023 год спортсменами Азербайджана завоёвано 1472 медали на международных соревнованиях. Это является рекордным показателем за историю спорта Азербайджана.
799 медалей (214 золотых, 208 серебряных, 377 бронзовых) завоеваны в олимпийских видах спорта.
587 медалей (223 золотые, 159 серебряных, 205 бронзовых) — в неолимпийских видах спорта.
86 медалей (27 золотых, 31 серебряная, 28 бронзовых) — в паралимпийских видах.

### 2024
В марте 2024 года Сельджан Магсудова завоевала первую в истории Азербайджана лицензию на Олимпийские игры в дисциплине «прыжки на батуте».
В апреле 2024 года женская сборная Азербайджана по баскетболу 3x3 завоевала первую в истории Азербайджана лицензию на Олимпийские игры в командных видах спорта.

#### Игры стран БРИКС-2024
Азербайджан принял участие в Играх стран БРИКС-2024, прошедших с 12 по 23 июня 2024 года в Казани (Россия). Азербайджан представляли 97 спортсменов в 11 видах спорта.

### 2025

#### Всемирные игры 2025
На Всемирных играх 2025, которые проходят с 7 по 17 августа 2025 года в Чэнду (Китай), Азербайджан представлен 14 спортсменами в 6 видах спорта — акробатическая гимнастика, аэробная гимнастика, тамблинг, карате, ушу, кикбоксинг.
На 14 августа спортсмены завоевали 4 серебряные медали — Ирина Зарецкая (карате), Тофиг Алиев (тамблинг), Даниель Аббасов и Мурад Рафиев (акробатический дуэт), Амин Гулиев (кикбоксинг).

## Детский и юношеский спорт

### Гимназиада 2025
Азербайджан принимает участие в Гимназиаде 2025, проходящей с 4 по 14 апреля в Златиборе (Сербия). Азербайджан представляет 191 спортсмен в 18 дисциплинах.

## Параспорт
Действует Азербайджанский дефлимпийский комитет.
7 декабря 2024 года в Сумгаите пройдут Детские паралимпийские игры. В играх примет участие более 130 детей. Соревнования будут организованы в парадзюдо, паратхэквондо, парапауэрлифтинге, параплавании, паранастольном теннисе, боджиа.

### Бочча
Ежегодно проводится чемпионат Азербайджана по бочча. На декабрь 2024 года в Азербайджане насчитывается более 100 спортсменов. Действует национальная сборная Азербайджана по бочча.
Главный тренер Национального паралимпийского комитета по бочча — Ильхам Магеррамов.
В 2018 году была создана Федерация Азербайджана по бочча.
С 2018 по 2024 год спортсменами Азербайджана на международных соревнованиях завоёвано 12 золотых, 4 серебряные, 7 бронзовых медалей.
Одна из лучших спортсменок в Азербайджане в этом виде спорта — Сона Агаева.

## Специальное олимпийское движение
Действует Специальный олимпийский комитет Азербайджана.
Азербайджан присоединился к специальному олимпийскому движению для лиц с умственными отклонениями в 1990 году. В 1990 году также создан Специальный олимпийский комитет Азербайджанской ССР как часть Специального олимпийского комитета СССР. 
30 ноября 1991 года создан Специальный олимпийский комитет Азербайджана. Первым президентом комитета была избрана Лидия Расулова. Комитет прошёл государственную регистрацию 10 марта 1992 года.
С 1993 года комитет стал членом Международного специального олимпийского комитета и Европейского и Евразийского специальных олимпийских комитетов.
Комитет располагается во Дворце ручных игр.
Председатели Комитета:
- Лидия Расулова (30 ноября 1991 — ?)
- Вугар Бейбутов (с 7 марта 2025)[40]

## Хостинг соревнований
На территории Азербайджана проводятся различные состязания на международном уровне, в том числе чемпионат мира по боксу, чемпионат мира по футболу среди девушек до 17 лет (FIFA U-17), Всемирная шахматная олимпиада; Формула-1.
С 12 по 28 июня 2015 года в Баку были проведены Европейские игры 2015. С 12 по 22 мая 2017 года Азербайджан принимал Игры исламской солидарности 2017.
29 мая 2019 года Бакинский олимпийский стадион принял Финал Лиги Европы УЕФА 2019.
С 16 по 22 сентября 2019 года в Баку прошёл 37 чемпионат мира по художественной гимнастике, на котором разыгрывались квоты на Олимпийские игры 2020 года в Токио. На чемпионате Азербайджан завоевал пять лицензий на летние Олимпийские игры «Токио-2020».
С 29 июля по 25 августа 2023 года в Баку прошёл Кубок мира по шахматам 2023.
С 29 июля по 22 августа 2023 года в Баку проведён Кубок мира по шахматам среди женщин 2023.
Соревнования, проводимые в Азербайджане
| #  | Наименование                                                                 | Период проведения         | Место проведения                               |
| -- | ---------------------------------------------------------------------------- | ------------------------- | ---------------------------------------------- |
| 1  | Европейские игры 2015                                                        | 12 — 28 июня 2015         | Баку                                           |
| 2  | Игры исламской солидарности 2017                                             | 12 — 22 мая 2017          | Баку                                           |
| 3  | Финал Лиги Европы УЕФА 2019                                                  | 29 мая 2019               | Бакинский олимпийский стадион                  |
| 4  | 37 чемпионат мира по художественной гимнастике                               | 16 — 22 сентября 2019     | Баку                                           |
| 5  | 35-й чемпионат мира по прыжкам на батуте                                     | 18 — 21 ноября 2021       | Национальная гимнастическая арена Азербайджана |
| 6  | Кубок мира по спортивной гимнастике 2023                                     | 9 — 12 марта 2023         | Баку                                           |
| 7  | Кубок мира по художественной гимнастике 2023                                 | 21 – 23 апреля 2023       | Баку                                           |
| 8  | Гран-при Азербайджана, Формула-1                                             | 28 — 30 апреля 2023       | Баку                                           |
| 9  | Шахматный фестиваль «Baku Open 2023»                                         | 3 — 13 мая 2023           | Баку                                           |
| 10 | 39-й чемпионат Европы по художественной гимнастике                           | 17 — 21 мая 2023          | Баку                                           |
| 11 | Чемпионат мира по тхэквондо 2023                                             | 29 мая — 6 июня 2023      | Баку                                           |
| 12 | Кубок мира по шахматам 2023                                                  | 29 июля — 25 августа 2023 | Баку                                           |
| 13 | Кубок мира по шахматам среди женщин 2023                                     | 29 июля — 22 августа 2023 | Баку                                           |
| 14 | Чемпионат Европы по гандболу среди девушек до 17 лет 2023                    | 5 — 13 августа 2023       | Баку                                           |
| 15 | Турнир Большого шлема по дзюдо 2023                                          | 22 — 24 сентября 2023     | Национальная гимнастическая арена Азербайджана |
| 16 | Чемпионат Европы по борьбе на поясах 2023                                    | 1 — 4 октября 2023        | Национальная гимнастическая арена Азербайджана |
| 17 | Турнир Большого шлема по дзюдо 2024                                          | 16 — 18 февраля 2024      | Национальная гимнастическая арена Азербайджана |
| 18 | Кубок мира по прыжкам на батуте и акробатической дорожке (тамблинг) 2024     | 23 — 25 февраля 2024      | Национальная гимнастическая арена Азербайджана |
| 19 | Кубок мира по спортивной гимнастике 2024                                     | 7 — 10 марта 2024         | Национальная гимнастическая арена Азербайджана |
| 20 | Международный турнир по спортивной гимнастике AGF TROPHY 2024                | 15 — 17 марта 2024        | Национальная гимнастическая арена Азербайджана |
| 21 | Кубок Европы по художественной гимнастике 2024                               | 3 — 5 мая 2024            | Национальная гимнастическая арена Азербайджана |
| 22 | Кубок Европы по дзюдо среди кадетов 2024                                     | 4 — 5 мая 2024            | Гёйгёльский олимпийский спортивный комплекс    |
| 23 | Чемпионат Европы по борьбе среди спортсменов до 23 лет 2024                  | 20 — 26 мая 2024          | Дворец ручных игр                              |
| 24 | Чемпионат Европы по грэпплингу среди спортсменов до 17, до 20 лет и взрослых | 27 — 30 мая 2024          | Дворец ручных игр                              |

## Спортивные федерации Азербайджана
| #  | Наименование                                               | Дата создания   | Сайт             |
| -- | ---------------------------------------------------------- | --------------- | ---------------- |
| 1  | Федерация бадминтона Азербайджана                          | 1996            | Официальный сайт |
| 2  | Федерация баскетбола Азербайджана                          | 1992            | Официальный сайт |
| 3  | Федерация борьбы Азербайджана                              | 1993            | Официальный сайт |
| 4  | Федерация волейбола Азербайджана                           | 1991            | Официальный сайт |
| 5  | Федерация гимнастики Азербайджана                          | 1994            | Официальный сайт |
| 6  | Федерация джиу-джитсу Азербайджана                         | 1998            | Официальный сайт |
| 7  | Федерация дзюдо Азербайджана                               |                 | Официальный сайт |
| 8  | Федерация пляжного футбола Азербайджана                    | 2003            | Официальный сайт |
| 9  | Ассоциация Футбольных Федераций Азербайджана               | март 1992       | Официальный сайт |
| 10 | Федерация шахмат Азербайджана                              | 1992            | Официальный сайт |
| 11 | Федерация айкидо Азербайджана                              |                 |                  |
| 12 | Федерация атлетики Азербайджана                            | 1992            | Официальный сайт |
| 13 | Федерация бокса Азербайджана                               | 1924            | Официальный сайт |
| 14 | Федерация велосипедного спорта Азербайджана                |                 | Официальный сайт |
| 15 | Федерация гандбола Азербайджана                            | 1992            | Официальный сайт |
| 16 | Федерация по гребле на байдарках и каноэ Азербайджана      |                 |                  |
| 17 | Федерация зимних видов спорта Азербайджана                 | 31 января 2022  | Официальный сайт |
| 18 | Федерация карате Азербайджана                              | 1994            | Официальный сайт |
| 19 | Федерация конного спорта Азербайджана                      | 26 октября 1996 | Официальный сайт |
| 20 | Федерация мини-футбола Азербайджана                        |                 | Официальный сайт |
| 21 | Федерация ММА и грэпплинга Азербайджана                    |                 |                  |
| 22 | Федерация настольного тенниса Азербайджана                 |                 | Официальный сайт |
| 23 | Федерация парусного спорта Азербайджана                    |                 |                  |
| 24 | Федерация плавания Азербайджана                            |                 | Официальный сайт |
| 25 | Федерация рапиры Азербайджана                              |                 |                  |
| 26 | Федерация регби Азербайджана                               |                 |                  |
| 27 | Федерация самбо Азербайджана                               | 1992            | Официальный сайт |
| 28 | Федерация стрельбы Азербайджана                            |                 | Официальный сайт |
| 29 | Федерация стрельбы из лука Азербайджана                    |                 |                  |
| 30 | Федерация тенниса Азербайджана                             | 1995            | Официальный сайт |
| 31 | Федерация тхэквондо Азербайджана                           | 1992            | Официальный сайт |
| 32 | Федерация фехтования Азербайджана                          | 28 апреля 1992  | Официальный сайт |
| 33 | Федерация по хоккею на траве Азербайджана                  |                 |                  |
| 34 | Азербайджанская федерация поднятия тяжестей                |                 | Официальный сайт |
| 35 | Ассоциация профессиональных видов единоборств Азербайджана |                 |                  |